# Hawker Hector
Hawker Hector – brytyjski dwumiejscowy samolot obserwacyjny (według nomenklatury brytyjskiej współpracy z armią lądową, ang.: army co-operation) z okresu dwudziestolecia międzywojennego, pozostający w użyciu w początkowym okresie II wojny światowej.

## Historia
Hawker Hector został zaprojektowany jako kolejna wersja rozwojowa samolotu Hawker Hart dla zastąpienia w dywizjonach współpracy z armią wcześniejszej konstrukcji wytwórni Hawker, dwupłatowca Audax. Oblot prototypu, wyposażonego w silnik Napier Dagger III o niecodziennym układzie 24 cylindrów w kształcie litery H, nastąpił 14 lutego 1936 roku. Po odbyciu prób fabrycznych w maju 1936 roku wytwórnia otrzymała zamówienie na budowę 178 egzemplarzy samolotu dla Royal Air Force. Wszystkie zostały dostarczone pomiędzy lutym a grudniem 1937 roku.
Pierwszą jednostką wyposażoną w nowe maszyny był 4 dywizjon RAF. Potem Hawker Hector trafił na stan kolejnych sześciu dywizjonów. Od 1938 roku był sukcesywnie zastępowany w linii przez nowocześniejsze jednopłaty Westland Lysander. Wycofywane samoloty były przekazywane do dywizjonów Auxiliary Air Force, gdzie wciąż służyły w chwili wybuchu II wojny światowej.
613 dywizjon AAF użył operacyjnie sześć egzemplarzy samolotu Hawker Hector w maju 1940 roku podczas kampanii francuskiej, w ataku na wojska niemieckie w rejonie Calais. Dwa z nich zostały utracone w walkach. Uznany za przestarzały, Hawker Hector został ostatecznie wycofany ze służby liniowej i przesunięty do wykonywania zadań pomocniczych, głównie jako holownik szybowców transportowych. W latach 1941–1942 trzynaście egzemplarzy zostało sprzedanych siłom powietrznym Irlandii.

## Konstrukcja
Hawker Hector był dwumiejscowym dwupłatem o konstrukcji wykonanej z rurek stalowych i duraluminiowych i pokryciu częściowo metalowym, częściowo płóciennym. Napęd stanowił silnik rzędowy Napier Dagger III o mocy 805 hp (600 kW), o 24 cylindrach w układzie H. Podwozie samolotu było stałe, trójpodporowe z kółkiem ogonowym. Uzbrojenie składało się z jednego stałego, strzelającego do przodu karabinu maszynowego Vickers kal. 7,7 mm i jednego ruchomego karabinu maszynowego Lewis kal. 7,7 mm w tylnym kokpicie. Na zaczepach podskrzydłowych można było podwieszać dwie bomby lotnicze po 51 kg, aparaty fotograficzne oraz zasobniki transportowe.